# Fever (Cascada-dal)
A "Fever" a Cascada 2. kislemeze az Evacuate the Dancefloor-ról

## Dallista
- Német CD Single

1. "Fever" (Radio Edit)
2. "Fever" (Ryan Thistlebeck Remix)

- Német digital download

1. "Fever" (Radio Edit)
2. "Fever" (Ryan Thistlebeck Remix)
3. "Fever" (Extended Mix)
4. "Fever" (Ian Carey Remix)
5. "Fever" (D.O.N.S Remix)
6. "Fever" (Mowgli & Bagheera Remix)

- Német digital download (Bonus iTunes tracks)

1. "Fever" (Radio Edit)
2. "Fever" (Ryan Thistlebeck Remix)
3. "Fever" (Extended Mix)
4. "Fever" (Ian Carey Remix)
5. "Fever" (D.O.N.S Remix)
6. "Fever" (Mowgli & Bagheera Remix)
7. "Fever" (Pasha Deluxe Remix)
8. "Fever" (Music Video)

- UK digital download

1. "Fever" (Radio Edit)
2. "Fever" (Extended Mix)
3. "Fever" (Wideboys Radio Edit)
4. "Fever" (Wideboys Club Mix)
5. "Fever" (D.O.N.S Remix)
6. "Fever" (Ian Carey Remix)
7. "Fever" (Hypasonic Remix)

- US digital download

1. "Fever" (Radio Edit)
2. "Fever" (Album Version)
3. "Fever" (Wideboys Radio Edit)
4. "Fever" (Zac McCrack Bootleg Radio Edit)
5. "Fever" (Ryan Thistleback Radio Edit)
6. "Fever" (Pasha Deluxe Radio Edit)
7. "Fever" (Extended Mix)
8. "Fever" (Wideboys Remix)
9. "Fever" (Zac McCrack Bootleg Remix)
10. "Fever" (Ryan Thistleback Remix)
11. "Fever" (Pasha Deluxe Remix)
12. "Fever" (Ian Carey Remix)
13. "Fever" (D.O.N.S.Remix)
14. "Fever" (Mowgli & Bagheera Remix)
15. "Fever" (Hypasonic Remix)

- Ausztrália digital download

1. "Fever" (Radio Edit)
2. "Fever" (Ryan Thistlebeck Remix)
3. "Fever" (Extended Mix)
4. "Fever" (Ian Carey Remix)
5. "Fever" (D.O.N.S Remix)
6. "Fever" (Mowgli & Bagheera Remix)
7. "Fever" (Pasha Deluxe Remix)
8. "Fever" (Music Video)

- Ausztrália single

1. "Fever" (Radio Edit)
2. "Fever" (Wideboys Radio Edit)